# Jezdectví na letních olympijských hrách
Jezdectví mělo svou olympijskou premiéru na letních olympijských hrách 1900 v Paříži. Poté zmizelo z pořadu her až do roku 1912; od toho roku se objevuje na každých letních olympijských hrách. Současné olympijské jezdecké disciplíny jsou drezura, všestrannost a parkurové skákání. V každé disciplíně jsou udělovány jak individuální, tak týmové medaile. Ženy a muži závodí společně za stejných podmínek.

## Drezura
Drezura je jedna z disciplín jezdectví. Jde o "taneční" představení doprovázené hudbou, kde jezdec i kůň jsou hezky oblečeni a provádějí nejrůznější cviky. Poté je představení hodnoceno porotou. Porota hodnotí jak provedení cviků tak výběr hudby nebo spolupráci.

## Všestrannost
Všestrannost je podobná parkurovému skákání. V této disciplíně má na sobě jezdec vestu s číslem a spolu se svým koněm překonávají nejrůznější překážky v terénu (např. živý plot, dřevěný oblouk, koryto s vodou...). V této disciplíně se hodnotí čas a rychlost.

## Parkurové skákání
Parkur je možná nejznámější disciplína co se týče jezdectví. Jde o překonávání překážek, které se skládají ze tří nebo čtyř "tyčí" nad sebou. Tyče nejsou na překážku připevňovány, pouze tam "visí". Pokud jezdec s koněm jednu tyč shodí, obdrží 4 trestné body. Vítězí soutěžící s nejrychlejším časem a nejmenším počtem trestných bodů.